# パオロ・ジョヴィオ

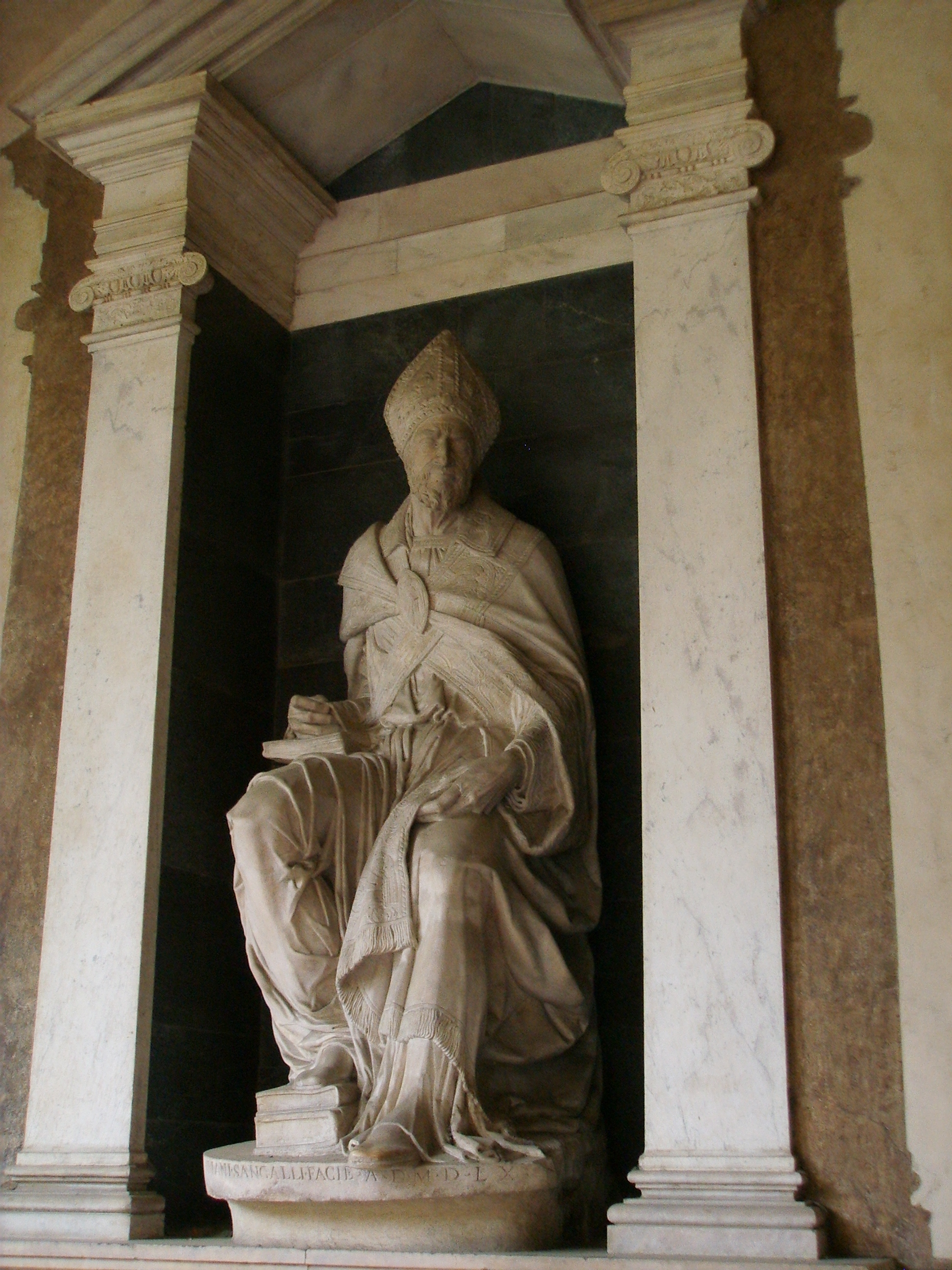
モニュメント（サン・ロレンツォ・バジリカ、フィレンツェ）

パオロ・ジョヴィオ（Paolo Giovio、1483年4月19日 – 1552年12月11日）は、イタリアの医師、歴史学者、伝記作家、聖職者。有名人の伝記、イタリア戦争の記録を残す。

## 略歴
- 1483年、コモで誕生、公証人であった父を西暦1500年頃に亡くし、兄フランチェスコに教育を受ける。
- 1511年、パドヴァで医学を修める
- 1513年、コモで医師をつとめ、ペスト流行後にローマへ移住
- 1517年、ジュリオ・デ・メディチ（クレメント7世）の主治医を務める
- 1536年、コモ湖の別荘に有名人の肖像画、新世界からの収集品を集め、ムセオ（Museo）と名付ける
- 1549年、フィレンツェに移住
- 1552年、死去

## 作品
- De romanis piscibus (1524)
- De legatione Basilii Magni Principis Moschoviae (1525)
- Commentario de le cose de’ Turchi (1531)
- Elogia virorum litteris illustrium or Elogia doctorum virorum (1546)
- Descriptio Britanniae, Scotiae, Hyberniae et Orchadum (1548)
- Vitae (1549)
- Historiarum sui temporis libri (1550-52)